# تيم كيلي (لاعب كرة قدم أسترالية)
تيم كيلي (بالإنجليزية: Tim Kelly)‏ هو لاعب كرة قدم أسترالية أسترالي، ولد في 24 يوليو 1994.

## وصلات خارجية
- تيم كيلي على موقع AustralianFootball.com (الإنجليزية)
- تيم كيلي على موقع AFLtables.com (الإنجليزية)